# Westway (Texas)
Westway è un census-designated place degli Stati Uniti d'America, situato nella contea di El Paso dello Stato del Texas.
La popolazione era di 4.188 persone al censimento del 2010. Fa parte dell'area metropolitana di El Paso.

## Geografia fisica
Westway è situata a 31°57′33″N 106°34′27″W (31.959214, -106.574169).
Secondo lo United States Census Bureau, ha un'area totale di 1,5 miglia quadrate (3,9 km²).

## Società

### Evoluzione demografica
Secondo il censimento del 2000, c'erano 3.829 persone, 912 nuclei familiari e 850 famiglie residenti nella città. La densità di popolazione era di 2.899,0 persone per miglio quadrato (1.120,0/km²). C'erano 1.005 unità abitative a una densità media di 760,9 per miglio quadrato (294,0/km²). La composizione etnica della città era formata dal 98,20% di bianchi, lo 0,47% di afroamericani, lo 0,03% di asiatici, lo 0,99% di altre razze, e lo 0,31% di due o più etnie. Ispanici o latinos di qualunque razza erano il 97,47% della popolazione.
C'erano 912 nuclei familiari di cui il 64,6% aveva figli di età inferiore ai 18 anni, il 71,3% erano coppie sposate conviventi, il 17,2% aveva un capofamiglia femmina senza marito, e il 6,7% erano non-famiglie. Il 5,9% di tutti i nuclei familiari erano individuali e il 2,2% aveva componenti con un'età di 65 anni o più che vivevano da soli. Il numero di componenti medio di un nucleo familiare era di 4,20 e quello di una famiglia era di 4,36.
La popolazione era composta dal 41,2% di persone sotto i 18 anni, l'11,4% di persone dai 18 ai 24 anni, il 28,2% di persone dai 25 ai 44 anni, il 14,8% di persone dai 45 ai 64 anni, e il 4,4% di persone di 65 anni o più. L'età media era di 23 anni. Per ogni 100 femmine c'erano 97,0 maschi. Per ogni 100 femmine dai 18 anni in giù, c'erano 88,9 maschi.
Il reddito medio di un nucleo familiare era di 21.439 dollari, e quello di una famiglia era di 21.134 dollari. I maschi avevano un reddito medio di 17.197 dollari contro i 14.157 dollari delle femmine. Il reddito pro capite era di 6.636 dollari. Circa il 35,2% delle famiglie e il 36,8% della popolazione erano sotto la soglia di povertà, incluso il 43,9% di persone sotto i 18 anni e il 27,5% di persone di 65 anni o più.